# Rafał Rutowicz
Rafał Rutowicz (ur. 20 sierpnia 1974 w Warszawie) – polski aktor teatralny. W latach 1996–1999 adept, a od 1999 aktor Teatru Żydowskiego w Warszawie.
W 2000 roku ukończył Studium Aktorskie przy Teatrze Żydowskim w Warszawie oraz zdał aktorski egzamin eksternistyczny. Jest synem Wiesława Rutowicza oraz bratankiem Jerzego Rutowicza.

## Kariera
| Aktor teatralny Teatr Żydowski w Warszawie - 2008: W nocy na starym rynku. Gorączka jesiennej nocy - 2007: Straszna gospoda - 2006: Tradycja - 2006: Dla mnie bomba - 2006: Zaczarowany krawiec - 2006: Sen o Goldfadenie - 2005: Żyć, nie umierać! - 2005: Publiczność to lubi - 2004: Śpiąca Królewna - 2004: Między dniem a nocą - 2003: Królewna Śnieżka - 2002: Kopciuszek - 2002: Cud Purymowy - 2001: Monisz czyli szatan... - 2000: Kamienica na Nalewkach - 1999: Joszke Muzykant - 1998: ...I stał się cud | Aktor filmowy - 2014: Prawo Agaty − pasażer siedzący w samolocie obok Rosłonia (odc. 70) - 2006–2007: Pogoda na piątek - 2006: Job, czyli ostatnia szara komórka - 2004: Kryminalni − policjant ze szpitala (odc. 26) - 2001: Przedwiośnie - 1998: Gwiezdny pirat − sprzedawca (odc. 1) - 1987: 07 zgłoś się w odc. 21 - 1981: Zapach psiej sierści Teatr Telewizji - 2000: Kamienica na Nalewkach - 1996: Błękitny zamek Użyczył głosu - 2008: Plebania - 2001: Uprising |